# Banffidae
Banffidae là một họ vetulicolia đã tuyệt chủng, là họ duy nhất của bộ Banffiata và lớp Heteromorphida, còn được gọi là Banffozoa. Nó chứa các chi Banffia, Heteromorphus và Skeemella.